# Tormenta tropical Toraji (2018)
La tormenta tropical Toraji fue un sistema débil y de corta duración que afectó a Vietnam en noviembre de 2018. Se formó como la vigésimo séptima tormenta con nombre de la Temporada de tifones del Pacífico de 2018, Toraji se desarrolló como una depresión tropical al sureste de Vietnam el 16 de noviembre. , el sistema se fortaleció hasta convertirse en tormenta tropical al día siguiente. Toraji se debilitó rápidamente a partir de entonces a principios del 18 de noviembre, cuando la tormenta tocó tierra sobre el sureste de Vietnam y luego se disipó. Los restos de la tormenta se trasladaron al Golfo de Tailandia cuando Toraji se reorganizó en una depresión tropical el 20 de noviembre. Sin embargo, Toraji se deterioró rápidamente el mismo día que se acercó a la península de Malaca.
A pesar de ser una tormenta débil, Toraji trajo fuertes lluvias que provocaron inundaciones repentinas y deslizamientos de tierra, principalmente en las provincias del sur de Vietnam. Esto resultó en un total de 32 personas muertas, la mayoría de ellas en la provincia de Khanh Hoa. Los daños se volcaron hasta 1.240 millones de libras esterlinas (US$ 53,9 millones de dólares).

## Historia meteorológica

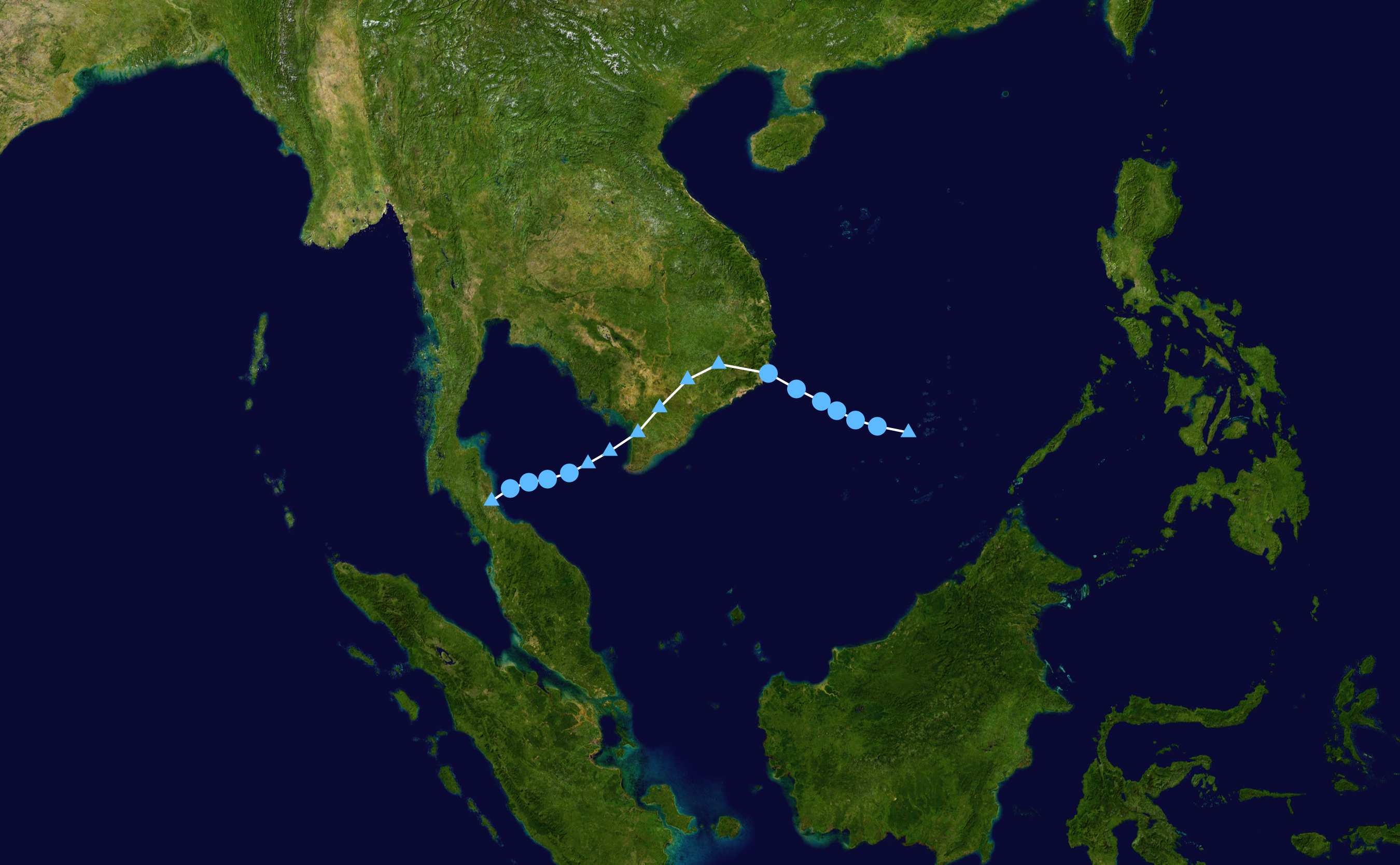
Recorrido con intervalo de 6 horas

El 15 de noviembre, el Centro Conjunto de Advertencia de Tifones (JTWC) comenzó a monitorear una perturbación tropical que se había desarrollado a unos 835 km (519 millas) al este de la ciudad de Ho Chi Minh, Vietnam. Después de estar ubicado en un área de ambientes favorables con cizalladura vertical del viento muy baja, la perturbación tropical se intensificó gradualmente, lo que llevó a la Agencia Meteorológica de Japón (JMA) a comenzar a clasificarla como depresión tropical. Poco después, el JTWC emitió una Alerta de Formación de Ciclones Tropicales (TCFA). Para el 17 de noviembre, bajo la influencia de las altas temperaturas de la superficie del mar y un buen flujo de salida en el nivel superior, la JMA inmediatamente inició avisos y actualizó la depresión a tormenta tropical, nombrándola Toraji. A las 15:00 UTC del mismo día, las imágenes de satélite habían mostrado un gran cúmulo de convección profunda que persistía cerca del centro de circulación de bajo nivel del sistema. [6] Esto llevó al JTWC a comenzar a emitir avisos como depresión tropical, con la designación de 32W.
Seis horas después de que el JTWC comenzara a emitir avisos, la convección profunda ubicada cerca del centro de la tormenta se desplazó y se cortó. En este punto, el JTWC ya no esperaba que Toraji se intensificara en una tormenta tropical, y por lo tanto, Toraji alcanzó sus vientos máximos sostenidos de 10 minutos de 65 km/h (40 mph) con una presión barométrica de 1004. mbar (29,65 inHg). Alrededor de las 00:00 UTC del 18 de noviembre, Toraji tocó tierra sobre la costa sureste de Vietnam, a unos 28 km (17 millas) al sur de la bahía de Cam Ranh. Seis horas después, Toraji comenzó a debilitarse y la JMA degradó la tormenta a depresión tropical. El JTWC hizo lo mismo tres horas después, cuando el centro del sistema se alargó y la convección profunda se desorganizó. Sin embargo, la JMA rastreó a Toraji hasta las 12:00 UTC del mismo día en que se movió más por tierra.
Los restos de Toraji deambularon por la parte sur de Vietnam durante un par de días hasta que giró hacia el suroeste y entró en el Golfo de Tailandia. A las 09:00 UTC del 20 de noviembre, las imágenes de satélite mostraron una nueva ráfaga de convección a lo largo de las bandas convectivas que se envolvían en el centro del sistema. Esto llevó al JTWC a volver a emitir avisos sobre Toraji. Sin embargo, la firma convectiva de Toraji no duró mucho en el siguiente aviso del JTWC. Por lo tanto, el JTWC emitió su aviso final sobre Toraji a las 21:00 UTC del mismo día, cuando la tormenta tocó tierra en la península de Malaa.

## Preparativos e impacto
Toraji fue el octavo sistema tropical que afectó a Vietnam en 2018, de ahí la designación local de Cơn bão số 8 . Las autoridades locales se están preparando para evacuar a los residentes vulnerables a un lugar seguro. Los barcos de pesca y los barcos tenían prohibido zarpar en las zonas cercanas del distrito de Can Gio. El Centro Nacional de Pronósticos Hidrometeorológicos pronosticó que las provincias de la parte sur de Vietnam experimentarían lluvias de aproximadamente 70 a 150 mm (2,8 a 5,9 pulgadas), junto con tormentas eléctricas intensas y dispersas del 17 al 19 de noviembre. Se esperaba que todas las áreas cercanas a los ríos en las regiones del sur y el centro tuvieran un mayor riesgo de inundaciones, con Bình Định y Phú Yên en el Nivel de Alerta de Desastre 1, mientras que los ríos en Khanh Hoa y Bình Thuận estaban en el Nivel de Alerta de Desastre 2. Los riesgos de deslizamientos de tierra eran mayores, con comunidades montañosas, bajas e incluso urbanas en las regiones centrales obteniendo el riesgo.
Después del paso de la tormenta, las provincias del sur de Vietnam experimentaron vastas áreas de inundaciones repentinas. En la provincia de Khanh Hoa, se midieron precipitaciones de dos días del 17 al 18 de noviembre de hasta 200 mm (7,9 pulgadas). La ciudad de Nha Trang experimentó una lluvia total de 380 mm (15 pulgadas). Las comunidades bajas vieron casas sumergidas por más de un metro. Para garantizar la seguridad de los estudiantes de los daños, las escuelas se cerraron el 19 de noviembre, donde un total estimado de 90.000 estudiantes se vieron obligados a quedarse en casa. Las aldeas situadas en zonas montañosas sufren deslizamientos de tierra que sepultan viviendas. La carretera principal que unía el norte y el sur de Vietnam se bloqueó temporalmente junto con las interrupciones del servicio ferroviario debido a los escombros pesados, donde 400 pasajeros del tren han quedado varados. Al menos 17 personas murieron a causa de la tormenta solo en Nha Trang. El presidente de la ciudad criticó a las autoridades locales por "respuestas tardías" a los daños causados, y las áreas donde los deslizamientos de tierra han causado la muerte de personas no se incluyeron en la lista de áreas propensas a deslizamientos de tierra entregada a las autoridades de la ciudad. Un informe unos meses después de la tormenta indicó que un total de 20 personas han muerto, con daños totales medidos en ₫1,24 mil millones (US$ 53,9 millones).